# ひばり姫初夢道中
『ひばり姫 初夢道中』（ひばりひめ はつゆめどうちゅう）は1952年12月29日公開の日本のコメディ映画。松竹京都製作、モノクロ、スタンダード、92分。

## あらすじ
青空城のひばり姫は城主である父親（正治公）の病状が優れないのが心配の種。父親に代わりお伊勢さん参拝の帰り、ひばり姫の行列を黒頭巾の武士集団が襲う。忠臣の甲田弘之進や乙川落兵衛らによって撃退はするが行列は拡散してしまい、ひばり姫と甲田と乙川の三人になってしまう。やっとの思いで城のそばまで帰るが、家老の赤倉大膳の配下の者による厳重な警護で城には近づけず。その物々しさから、何かの陰謀が張り巡らされている可能性があり、むやみに城へ近づけぬ事態に戸惑う三人。慎重な甲田と乙川と違い、大胆で行動的なひばり姫は木こりの少年に化けて、城に招かれる六助の旅一座に紛れ込み青空城へ進入。病に伏している父親に家老の悪行を訴えるが、よほど信頼しているのか信じてもらえず、ならばと城下に潜伏しながら、悪行の証拠を集めて回るとひばり姫は誓い姿を消した。そのことを問い詰められた大膳は最早これまでと、城主であるひばり姫の父親を天守閣に幽閉してしまう。大膳の企みは黒鷹城と結託して青空城を乗っ取ることだった。無くなった大金を見つけたことが縁でひばり姫は一座で働くことに。盗んだのは気の毒な身の上の梢。居づらくなった梢は一座を去り鳥追い女に。大膳の後ろ盾で、ふんぞり返り悪行を尽くすヤクザの大六が一座の人気者の「千秋太夫」を誘拐。幕に穴があくとひばり姫が飛び入り、歌よし踊りよしの芸達者が認められ「つばめ太夫」の名で芸人になり、毎日愉快に楽しく過ごすが、舞台の姿を大膳の配下に見られ一座を抜け出す。偶然なことに、梢の父親に助けられ子守り娘姿で潜伏。ひばり姫はやっとの思いで甲田と乙川にめぐり逢い、父親が幽閉されている事を知る。大六の屋敷に乗り込み、ふん捕まえて大膳の城下での悪事の証拠に。青空城での祝賀会で大膳のお気に入りの梢が踊る段取りに合わせ、まんまとひばり姫も大膳の前で舞踊ることに。あとに続いた甲田や乙川そして虐げられていた村人たちと共に、大立ち回りの末に大膳一党を成敗。平和が戻った青空城のもとには、お名残惜しい六助一座のみんなを見送るひばり姫の姿があった。

## スタッフ
- 製作：杉山茂樹
- 企画：福島通人
- 監督：大曾根辰夫
- 脚色：八住利雄
- 撮影：片岡清
- 照明：蒲原正二郎
- 録音：川北武夫
- 美術：川村鬼世志
- 音楽：万城目正　
  - 挿入歌：「初夢道中」「乙女道中」作詞：西條八十 作曲：万城目正 唄：美空ひばり
- 編集：富田味津三
- 装置：天木庄八
- 装飾：小島清文
- 技髪：花畑秀雄
- 結髪：木村よし
- 衣裳：三？清子
- 殺陣：川原利雄
- 進行：桐山正男
- 監督助手：酒井辰雄

## キャスト
- ひばり姫 - 美空ひばり
- 甲田弘之進 - 高田浩吉
- 乙川落兵衛 - 森川信
- 梢 - 宮城千賀子
- からすの大六 - 堺駿二
- 六助 - 伴淳三郎
- 赤倉大膳 - 小林重四郎
- 正治公 - 永田光男
- 千秋太夫 - 神楽坂はん子
- 早見三之進 - 西川ヒノデ
- 座員 - 島ひろし
- 座員 - ミスワカサ
- 晴吉 - 川田晴久
- 太之亮 - 青山宏
- 広野 - 鮎川十糸子
- 千太 - 高屋朗
- 忠八 - 富本民平
- 玉島愛造
- 田中謙三
- 保瀬英二郎
- 加藤秀樹
- 瀧川美津江
- 岡田和子
- 灘宏治（ダイナブラザーズ）
- 鹿島利之（ダイナブラザーズ）
- 小島宏之（ダイナブラザーズ）
- 光妙寺三郎
- 宮嶋安芸男
- 若修作
- 宮武要
- 青山正雄
- 松井光二郎
- 蓑和田敏
- 大塚茂
- 吾妻浩二
- ヤサカ俊夫
- 毛利俊夫
- 鈴木稔
- 中原伸
- 河上君榮
- 鈴木房子
- 井上晴美
- 静山繁男
- 大和久乃
- 小松美鈴
- 吾妻道代
- 八坂照子
- 三笠輝子
- 荒木久子
- 二葉和子
- 光静江
- 内堀徳子
- 里見和子
- 原純子